# XIII Anniversary Live
XIII Anniversary Live è un album live della band hard rock/heavy metal italiana Essenza, registrato durante un concerto al NorthWind di Bari per festeggiare i tredici anni della fondazione del gruppo.

## Tracce
1. Contrasto
2. Highway to Hell (cover degli AC/DC)
3. Incognito
4. Paranoid (cover dei Black Sabbath)
5. Living After Midnight (cover dei Judas Priest)
6. Suggestione
7. Strange Kind of Woman (cover dei Deep Purple)

## Formazione
- Carlo Rizzello - voce e chitarra
- Alessandro Rizzello - basso
- Luca Rizzello - batteria